# Coppa delle nazioni oceaniane femminile 2025
La Coppa delle nazioni oceaniane femminile 2025, ufficialmente 2025 OFC Women's Nations Cup, è stata la tredicesima edizione ufficiale del torneo riservata alle nazionali di calcio femminile oceaniane, organizzata dalla Oceania Football Confederation (OFC).
Programmata fra il 4 e il 19 luglio 2025 nelle Figi, la coppa ha visto affrontarsi otto squadre in rappresentanza delle proprie nazioni. Il torneo non ha avuto più valenza per le qualificazioni al campionato mondiale in quanto dall'edizione del 2027 OFC e FIFA hanno confermato la creazione di un apposito torneo di qualificazione continentale.
Le Isole Salomone hanno trionfato per la prima volta nella loro storia, superando la Papua Nuova Guinea in finale per 3-2.

## Squadre partecipanti
| Pr. | Squadra            | Partecipante in quanto                      | Ultima presenza |
| --- | ------------------ | ------------------------------------------- | --------------- |
| 1   | Figi               | Qualificazione automatica e paese ospitante | FJIi 2022       |
| 2   | Isole Cook         | Qualificazione automatica                   | FJIi 2022       |
| 3   | Vanuatu            | Qualificazione automatica                   | FJIi 2022       |
| 4   | Papua Nuova Guinea | Qualificazione automatica                   | FJIi 2022       |
| 5   | Isole Salomone     | Qualificazione automatica                   | FJIi 2022       |
| 6   | Tahiti             | Qualificazione automatica                   | FJIi 2022       |
| 7   | Tonga              | Qualificazione automatica                   | FJIi 2022       |
| 8   | Samoa              | Qualificazione automatica                   | FJIi 2022       |

## Stadi
Tutte le partite si disputano all'ANZ National Stadium di Suva. 
| Suva | Suva             | Suva             |
| ---- | ---------------- | ---------------- |
| Suva | HFC Bank Stadium | Churchill Park   |
| Suva | Capacità: 4 300  | Capacità: 18 000 |
| Suva |                  |                  |

## Fasce
Il sorteggio è stato effettuato il 18 marzo 2025. Le otto squadre sono state sorteggiate in due gironi da quattro squadre, con le squadre classificate in fasce in base alla classifica FIFA del dicembre 2024.
| Fascia 1                          | Fascia 2                                                | Fascia 3                       |
| --------------------------------- | ------------------------------------------------------- | ------------------------------ |
| Papua Nuova Guinea (56) Figi (72) | Isole Salomone (87) Tonga (95) Samoa (100) Tahiti (113) | Isole Cook (114) Vanuatu (121) |

## Fase a gruppi

### Gruppo A

#### Classifica
| Pos. | Squadra            | Pt | G | V | N | P | GF | GS | DR  |
| ---- | ------------------ | -- | - | - | - | - | -- | -- | --- |
| 1.   | Papua Nuova Guinea | 7  | 3 | 2 | 1 | 0 | 11 | 2  | +9  |
| 2.   | Samoa              | 6  | 3 | 2 | 0 | 1 | 7  | 3  | +4  |
| 3.   | Tahiti             | 2  | 3 | 0 | 2 | 1 | 3  | 5  | -2  |
| 4.   | Isole Cook         | 1  | 3 | 0 | 1 | 2 | 1  | 12 | -11 |

#### Risultati
| Arbitro: | Torika Delai |

|            |           |           |
| K. Mai 63’ | Marcatori | 28’ Rouru |

| Arbitro: | Shama Maemae |

|                |           |                  |
| Kaipu 19’, 40’ | Marcatori | 84’ Xev. Salanoa |

| Arbitro: | Torika Delai |

|  |           |                                         |
|  | Marcatori | 3’ Xev. Salanoa 12’ Dowsing 58’ Fischer |

| Arbitro: | Jovita Ambrose |

|            |           |                   |
| WSMuel 51’ | Marcatori | 45+4’ (rig.) Wong |

| Arbitro: | Torika Delai |

|                                         |           |           |
| Skeers 6’ (rig.) Kitiona 18’ Jessop 75’ | Marcatori | 38’ Teore |

| Arbitro: | Yantama Atoa |

|  |           |                                                                 |
|  | Marcatori | 4’ Butubu 9’, 30’, 39’ Kaipu 14’ Pala 15’, 70’ Kalapai 8’ Padio |

### Gruppo B

#### Classifica
| Pos. | Squadra        | Pt | G | V | N | P | GF | GS | DR  |
| ---- | -------------- | -- | - | - | - | - | -- | -- | --- |
| 1.   | Isole Salomone | 6  | 3 | 2 | 0 | 1 | 9  | 4  | +5  |
| 2.   | Figi           | 6  | 3 | 2 | 0 | 1 | 6  | 3  | +3  |
| 3.   | Vanuatu        | 6  | 3 | 2 | 0 | 1 | 5  | 2  | +3  |
| 4.   | Tonga          | 0  | 3 | 0 | 0 | 3 | 0  | 11 | -11 |

#### Risultati
| Arbitro: | Kyllian Lelarge |

|  |           |                       |
|  | Marcatori | 22’, 45+3’, 53’ Simon |

| Arbitro: | Sarah Jones |

|                         |           |                  |
| Leba 40’ Nasau 50’, 63’ | Marcatori | 8’, 42’ Solosaia |

| Arbitro: | Kyllian Lelarge |

|           |           |                            |
| Simon 82’ | Marcatori | 18’ (rig.) Pegi 57’ Arukau |

| Arbitro: | Peter Olomaga |

|                                           |           |  |
| Nasau 30’ Naweni 80’ Lauteau 90+8’ (aut.) | Marcatori |  |

| Arbitro: | Keith Kitumbing |

|                                        |           |  |
| Arukau 8’, 85’ Pegi 28’, 41’ David 77’ | Marcatori |  |

| Arbitro: | Sarah Jones |

|           |           |  |
| Simon 82’ | Marcatori |  |

## Fase a eliminazione diretta

### Tabellone
|  | Semifinali | Semifinali         | Semifinali           |                      |                    | Finale             | Finale          | Finale          |  |
|  |            |                    |                      |                      |                    |                    |                 |                 |  |
|  | 1A         | Papua Nuova Guinea | 2                    |                      |                    |                    |                 |                 |  |
|  | 1A         | Papua Nuova Guinea | 2                    |                      |                    |                    |                 |                 |  |
|  | 2B         | Figi               | 1                    |                      |                    |                    |                 |                 |  |
|  | 2B         | Figi               | 1                    |                      | Papua Nuova Guinea | Papua Nuova Guinea | 2               |                 |  |
|  |            |                    |                      |                      | Papua Nuova Guinea | Papua Nuova Guinea | 2               |                 |  |
|  |            |                    | Isole Salomone (dts) | Isole Salomone (dts) | 3                  |                    |                 |                 |  |
|  | 1B         | Isole Salomone     | Isole Salomone (dts) | Isole Salomone (dts) | 3                  | 2                  |                 |                 |  |
|  | 1B         | Isole Salomone     |                      |                      |                    | 2                  |                 |                 |  |
|  | 2A         | Samoa              | 1                    |                      |                    | Finale 3º posto    | Finale 3º posto | Finale 3º posto |  |
|  | 2A         | Samoa              | 1                    |                      |                    |                    |                 |                 |  |
|  |            |                    |                      |                      |                    |                    |                 |                 |  |
|  |            |                    |                      |                      |                    | Figi               | Figi            | 0               |  |
|  |            |                    |                      |                      |                    | Figi               | Figi            | 0               |  |
|  |            |                    |                      |                      |                    | Samoa              | Samoa           | 2               |  |

### Finale per il settimo posto
| Arbitro: | Jovita Ambrose |

|  |           |                   |
|  | Marcatori | 90’ Hausia-Haugen |

### Finale per il quinto posto
| Arbitro: | Yantama Atoa |

|  |           |           |
|  | Marcatori | 28’ Poida |

### Semifinali
| Arbitro: | Kyllian Lelarge |

|                       |           |          |
| Kalapai 26’ Padio 33’ | Marcatori | 34’ Leba |

| Arbitro: | Torika Delai |

|                       |           |             |
| Pegi 22’ Solosaia 33’ | Marcatori | 14’ Kitiona |

### Finale per il terzo posto
| Arbitro: | Shama Maemae |

|  |           |                 |
|  | Marcatori | 8’, 16’ Dowsing |

### Finale
| Arbitro: | Sarah Jones |

|                |           |                                     |
| Padio 42’, 65’ | Marcatori | 18’ Solosaia 45+3’ Arukau 94’ David |

## Statistiche

### Classifica marcatrici
aggiornate al 19 luglio 2025
5 reti
- Marie Kaipu
- Leimata Simon

4 reti
- Ramona Padio
- Madeline Arukau
- Ileen Pegi (1 rig.)
- Lorina Solosaia

3 reti
- Keren Kalapai
- Lilly Dowsing

2 reti
- Narieta Leba
- Cema Nasau

- Oteta Kitiona
- Xevani Salanoa

1 rete
- Tearoa Rouru
- Sereana Naweni
- Michaelyn Butubu
- Phyllis Pala
- Raynata WSMuel
- Monique Fischer
- Malia Jessop
- Arianna Skeers (1 rig.)
- Jemina David
- Kohai Mai
- Tauhere Teore
- Kiani Wong (1 rig.)
- Leila Hausia-Haugen
- Angelina Poida

autoreti
- Ana Lauteau (a favore delle Figi)